# Hypopyra coerulescentiviridis
Hypopyra coerulescentiviridis är en fjärilsart som beskrevs av Embrik Strand 1914. Hypopyra coerulescentiviridis ingår i släktet Hypopyra och familjen nattflyn. Inga underarter finns listade i Catalogue of Life.